# Неосуществлённые замыслы Достоевского

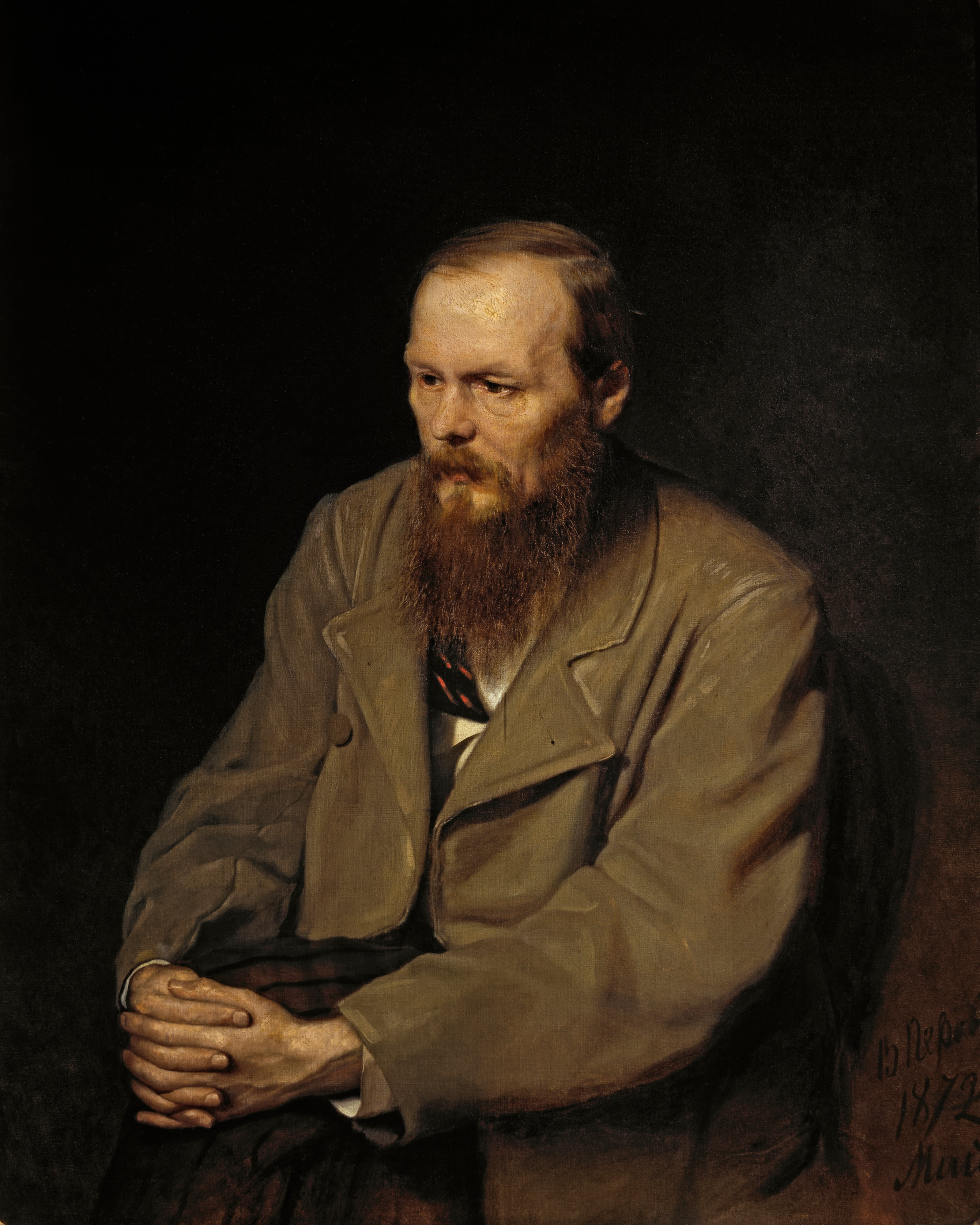
Василий Перов. Портрет писателя Фёдора Михайловича Достоевского (1872)

Список художественных, публицистических, мемуарных и литературно-критических замыслов русского писателя XIX века Фёдора Михайловича Достоевского, оставшихся неосуществлёнными.

## Художественные замыслы
| Название                                                 | Даты      | Замысел | Прим.  |
| -------------------------------------------------------- | --------- | --- | ------ |
| Анекдот о перестановке голов                             | 1874—1876 | Рассказ или часть цикла фельетонов. Разоблачение спиритических чудес и шарлатанских сеансов либо перестановка голов двух друзей. | [ 1 ]  |
| Апатия и впечатления                                     | 1859—1860 | Публицистическая статья о романе Ивана Александровича Гончарова «Обломов» или художественное произведение, возвращающееся к образу Мечтателя. | [ 2 ]  |
| Атеизм                                                   | 1868—1869 | Роман. Главный герой произведения, путешествуя по России, переходит от веры к безверию, а потом обратно к вере через приобщение к идеалу «русского Христа». | [ 3 ]  |
| Большой роман                                            | 1856—1859 | «Длинный роман, приключения одного лица, имеющие между собою цельную, общую связь, а между тем состоящие из совершенно отдельных друг от друга и законченных само по себе эпизодов». Предположительно, мистификация.                                                                                                | [ 4 ]  |
| Борис Годунов                                            | 1841—1842 | Драма. Попытка самостоятельно разработать характер Бориса Годунова или противоборство Бориса Годунова и царевича Дмитрия. | [ 5 ]  |
| Борьба нигилизма с честностью                            | 1864—1873 | Пьеса-фельетон. Произведение задумывалось для полемики с леворадикальной прессой по «женскому вопросу». | [ 6 ]  |
| Брак                                                     | 1864—1865 | Сюжет о надрывном союзе несходных людей. Неудачный, но необходимый обоим героям брак противоречивой героини, которая должна была унаследовать черты характера княжны Кати из повести «Неточка Незванова», с писарем или аудитором превращается в «любовный треугольник» с появлением в произведении молодого князя. | [ 7 ]  |
| В повесть Некрасову                                      | 1876—1877 | Предположительно, писатель хотел передать в произведении мещанскую среду. Черновые материалы перекликаются с набросками романа «Мечтатель» и произведения "Слесарек. | [ 8 ]  |
| Великолепная мысль. Иметь в виду. Идея романа. Романист… | 1870      | Задуманный роман предполагался автобиографическим произведением о взаимоотношении писателей и критиков. Предположительно, Достоевский собирался затронуть проблемы «исписавшегося таланта», авторских прав и прочих вопросов профессионального литераторства.                                                       | [ 9 ]  |
| Весенняя любовь                                          | 1859—1860 | В основу замысла лёг как реальный биографический материал, так и размышления Достоевского на тему психологии любовного соперничества и эмансипации женщины. Сюжет произведения строился вокруг сложных отношений дружбы и соперничества главных героев: Князя, Литератора, Девочки и Чиновника.                     | [ 10 ] |
| Дети                                                     | 1869-1880 | Роман должен был стать продолжением «Братьев Карамазовых». Главными героями в нём должны были выступить дети предыдущего романа. «Детство. Дети и отцы, интрига, заговоры детей, поступление в пансион и проч.» | [ 11 ] |
| Домовой                                                  | 1847—1848 | | [ 12 ] |
| Драма. В Тобольске…                                      |           | | [ 13 ] |
| Жид Янкель                                               |           | | [ 14 ] |
| Житие великого грешника                                  |           | | [ 15 ] |
| Зависть                                                  |           | | [ 16 ] |
| Записки лакея о своём барине                             |           | | [ 17 ] |
| Идея. Чиновник, скучно…                                  |           | | [ 18 ] |
| Из повести о молодом человеке                            |           | | [ 19 ] |
| Из подполья                                              |           | | [ 20 ] |
| Император                                                |           | | [ 21 ] |
| Исповедь                                                 |           | | [ 22 ] |
| История Карла Ивановича                                  |           | | [ 23 ] |
| Картузов                                                 |           | | [ 24 ] |
| Кашкадамов                                               |           | | [ 25 ] |
| Козлову                                                  |           | | [ 26 ] |
| Композитор                                               |           | | [ 27 ] |
| Мария Стюарт                                             |           | | [ 28 ] |
| Мечтатель                                                |           | | [ 29 ] |
| Миньона                                                  |           | | [ 30 ] |
| Мысли новых повестей                                     |           | | [ 31 ] |
| Мысль на лету. В губернский город приезжает фельдмаршал… |           | | [ 32 ] |
| Новые повести                                            |           | | [ 33 ] |
| Отрывки                                                  |           | | [ 34 ] |
| Отцы и дети                                              |           | | [ 35 ] |
| Перечни тем                                              |           | | [ 36 ] |
| План для рассказа (в «Зарю»)                             |           | | [ 37 ] |
| План комедии…                                            |           | | [ 38 ] |
| Повесть об уничтоженных канцеляриях                      |           | | [ 39 ] |
| Подпольная идея для «Русского вестника»                  |           | | [ 40 ] |
| Поиски, повесть                                          |           | | [ 41 ] |
| NB. После библии зарезал                                 |           | | [ 42 ] |
| Пьяненькие                                               |           | | [ 43 ] |
| Роман о князе и ростовщике                               |           | | [ 44 ] |
| Роман о помещике                                         |           | | [ 45 ] |
| Роман о христианине                                      |           | | [ 46 ] |
| Ростовщик                                                |           | | [ 47 ] |
| Русский кандид                                           |           | | [ 48 ] |
| Сбритые бакенбарды                                       |           | | [ 49 ] |
| Слесарек                                                 |           | | [ 50 ] |
| Смерть поэта                                             |           | | [ 51 ] |
| Современный человек                                      |           | | [ 52 ] |
| Сороковины                                               |           | | [ 53 ] |
| Стихотворные наброски                                    |           | | [ 54 ] |
| Фатум                                                    |           | | [ 55 ] |
| Юродивый (присяжный поверенный)                          |           | | [ 56 ] |
| 2-й том «Братьев Карамазовых»                            | 1880—1881 | |        |

## Публицистические, мемуарные и литературно-критические замыслы
| Название                                                                  | Даты | Замысел | Прим.  |
| ------------------------------------------------------------------------- | ---- | ------- | ------ |
| Вопрос о Пирогове (Опыт окончательного и заключительного мнения)          |      |         | [ 57 ] |
| Гоголь и Островский                                                       |      |         | [ 58 ] |
| Гончаров                                                                  |      |         | [ 59 ] |
| Заметка о Слепцове                                                        |      |         | [ 60 ] |
| Наши направления. Западники. Славянофилы и реалисты                       |      |         | [ 61 ] |
| Об игре Васильева в «Грех да беда на кого не живёт»                       |      |         | [ 62 ] |
| О помещичестве и белоручничестве в нашей литературе                       |      |         | [ 63 ] |
| О примирении общечеловека с почвой                                        |      |         | [ 64 ] |
| «Отверженные» Гюго                                                        |      |         | [ 65 ] |
| Письма из-за границы                                                      |      |         | [ 66 ] |
| Письма из провинции                                                       |      |         | [ 67 ] |
| Письма об искусстве                                                       |      |         | [ 68 ] |
| Полезность и нравственность: ряд статей                                   |      |         | [ 69 ] |
| Послесловие к роману «Бесы»                                               |      |         | [ 70 ] |
| Программа ежемесячного журнала на 1878 год                                |      |         | [ 71 ] |
| Солдат и Марфа                                                            |      |         | [ 72 ] |
| Социализм и христианство                                                  |      |         | [ 73 ] |
| Статья «На теоретизм и фантастизм теоретиков» («Современника»)            |      |         | [ 74 ] |
| Статья о Кохановской                                                      |      |         | [ 75 ] |
| Статья о нигилистических романах                                          |      |         | [ 76 ] |
| Статья о России                                                           |      |         | [ 77 ] |
| Статья о споре Погодина с Костомаровым                                    |      |         | [ 78 ] |
| Странные сказки (сумасшедшего)                                            |      |         | [ 79 ] |
| Сюжеты для романов                                                        |      |         | [ 80 ] |
| «Что делать?» Н. Г. Чернышевского, «Взбаламученное море» А. Ф. Писемского |      |         | [ 81 ] |
| Что значит Рим для Папы                                                   |      |         | [ 82 ] |